# Lars Magnusson (économiste)
Pour l’article homonyme, voir Lars Magnusson.
Lars Gösta Magnusson, né le 6 juin 1952, est un historien de l'économie suédois.
Il a obtenu son doctorat à l'université d'Uppsala en 1980 pour sa thèse Ty som ingenting angelägnare är än mina bönders conservation : godsekonomi i östra Mellansverige vid mitten av 1700-talet. En 1992, il a été nommé professeur d'histoire économique, en particulier d'histoire sociale et du travail, dans la même université. Parmi ses ouvrages les plus connus figure Sveriges Ekonomiska Historia, publié en suédois en 1996 (édition anglaise en 2000). Il a également écrit le livre Mercantilism (1994).
En 1997, Lars Magnusson a été élu inspecteur de la nation de Gotland à Uppsala et, en 2005, il a été élu vice-recteur de l'université d'Uppsala. Il est également membre de l'Académie royale suédoise des sciences et de l'Académie Gustaf Adolf.